# Giovanni Angelini
Giovanni Angelini (1808 – ...) è stato un politico italiano.

## Biografia
Fu assessore facente funzioni di sindaco di Roma, tra marzo e aprile del 1871.